# University of Leicester
University of Leicester – publiczny uniwersytet w mieście Leicester w Wielkiej Brytanii, prowadzący studia licencjackie, magisterskie i doktoranckie.
Uczelnia została założona w 1921 roku, status uniwersytetu uzyskała w 1957. Plasowała się na 15. miejscu rankingu według Times Higher Education z 2008 roku. Wśród brytyjskich uczelni zajęła 9. miejsce według Thomson Scientific.
Na uniwersytecie prowadzone są badania naukowe na światowym poziomie, między innymi odkryto na nim DNA.
Uczelnia oferuje wiele kierunków kształcenia, w tym:

- nauki biologiczne
- zarządzanie
- komunikacja, media
- informatyka
- ekonomia
- inżynieria ogólna
- edukacja
- elektronika, elektrotechnika
- matematyka
- fizyka
- inżynieria mechaniczna
- finanse, księgowość
- nauki przyrodnicze
- geografia
- historia
- archeologia
- nauki humanistyczne
- stosunki międzynarodowe
- językoznawstwo
- prawo
- literatura
- politologia
- medycyna, farmacja
- psychologia, socjologia.

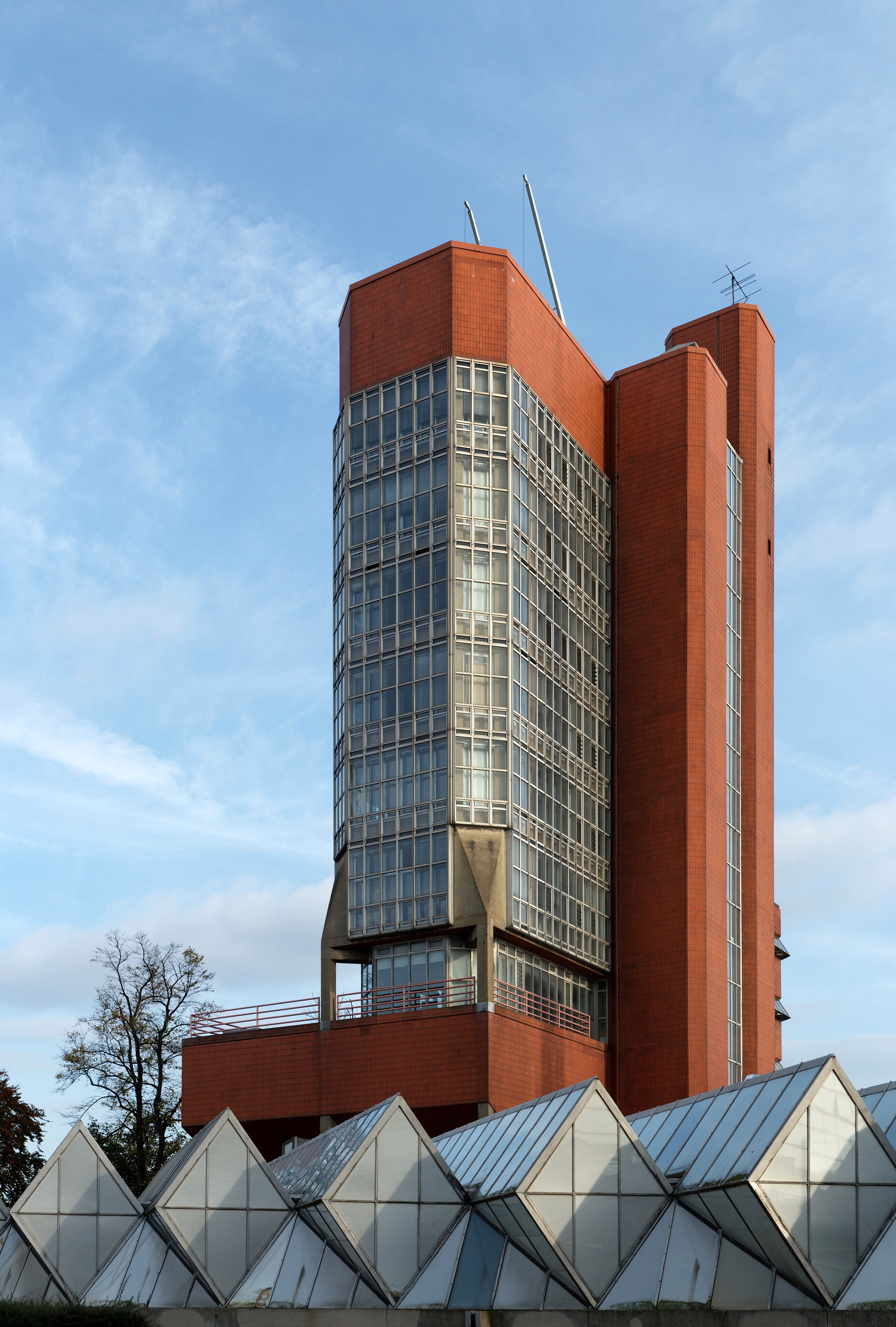
Engineering Building
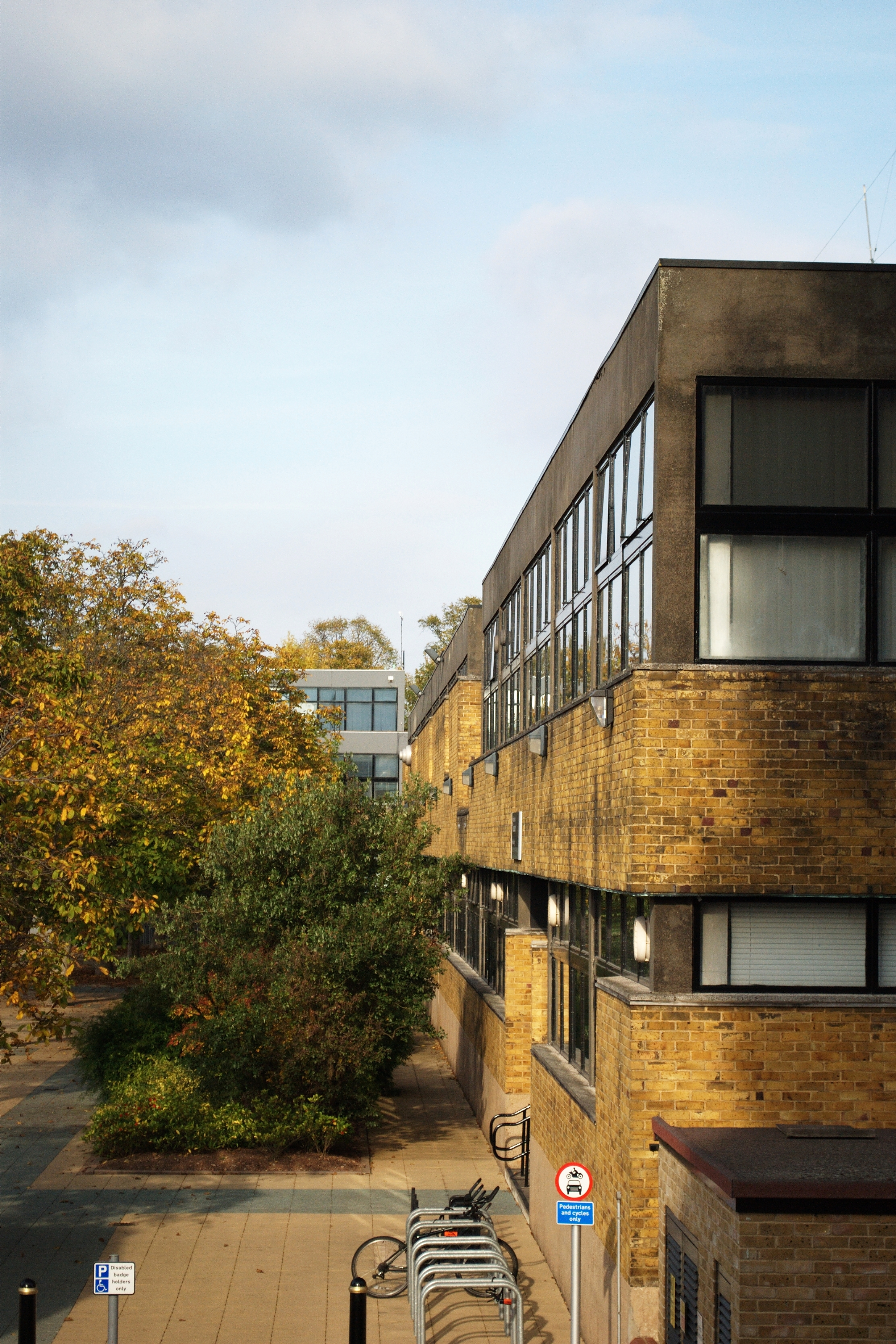
Budynek uniwersytetu
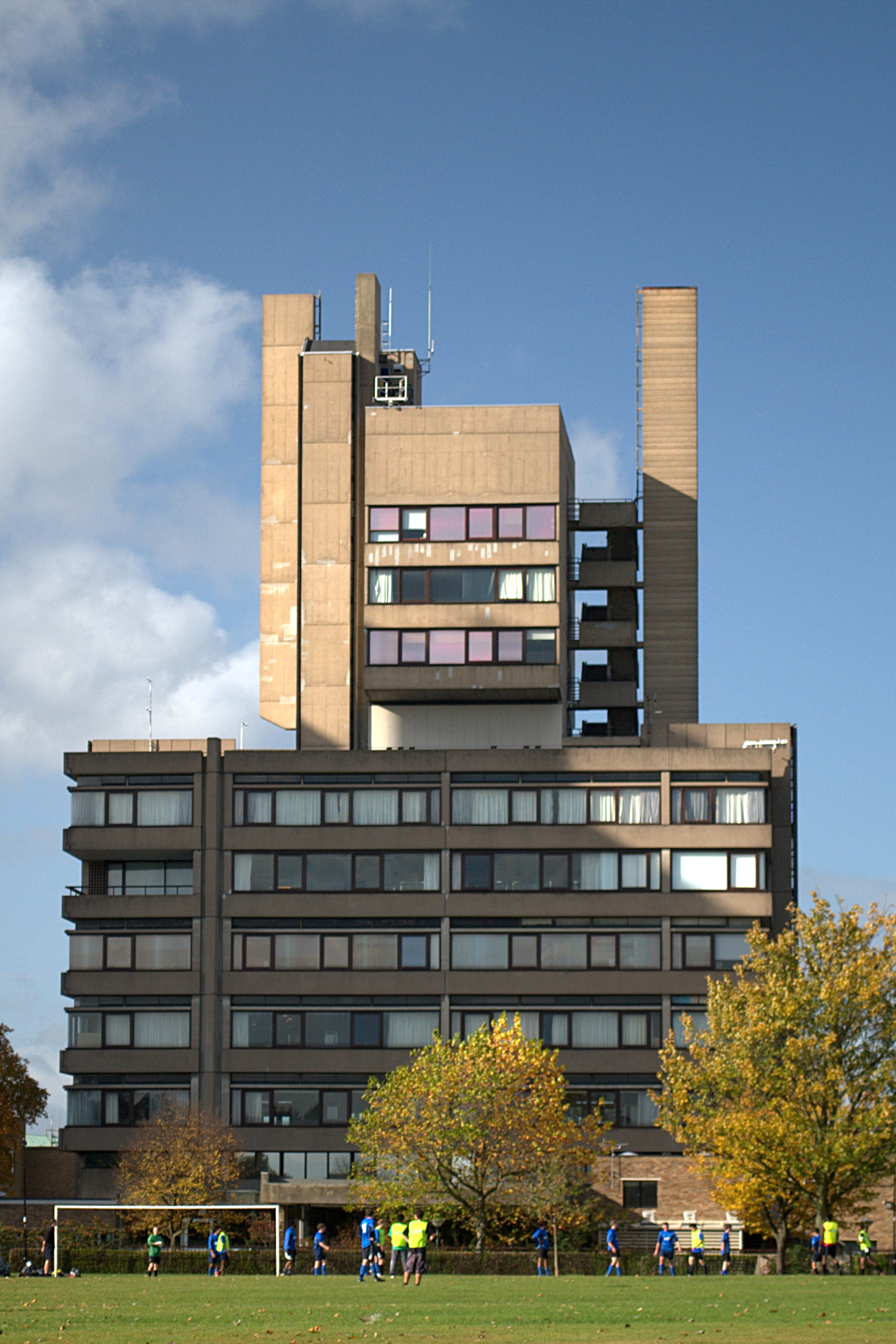
Widok na budynek uniwersytetu od strony Victoria Park
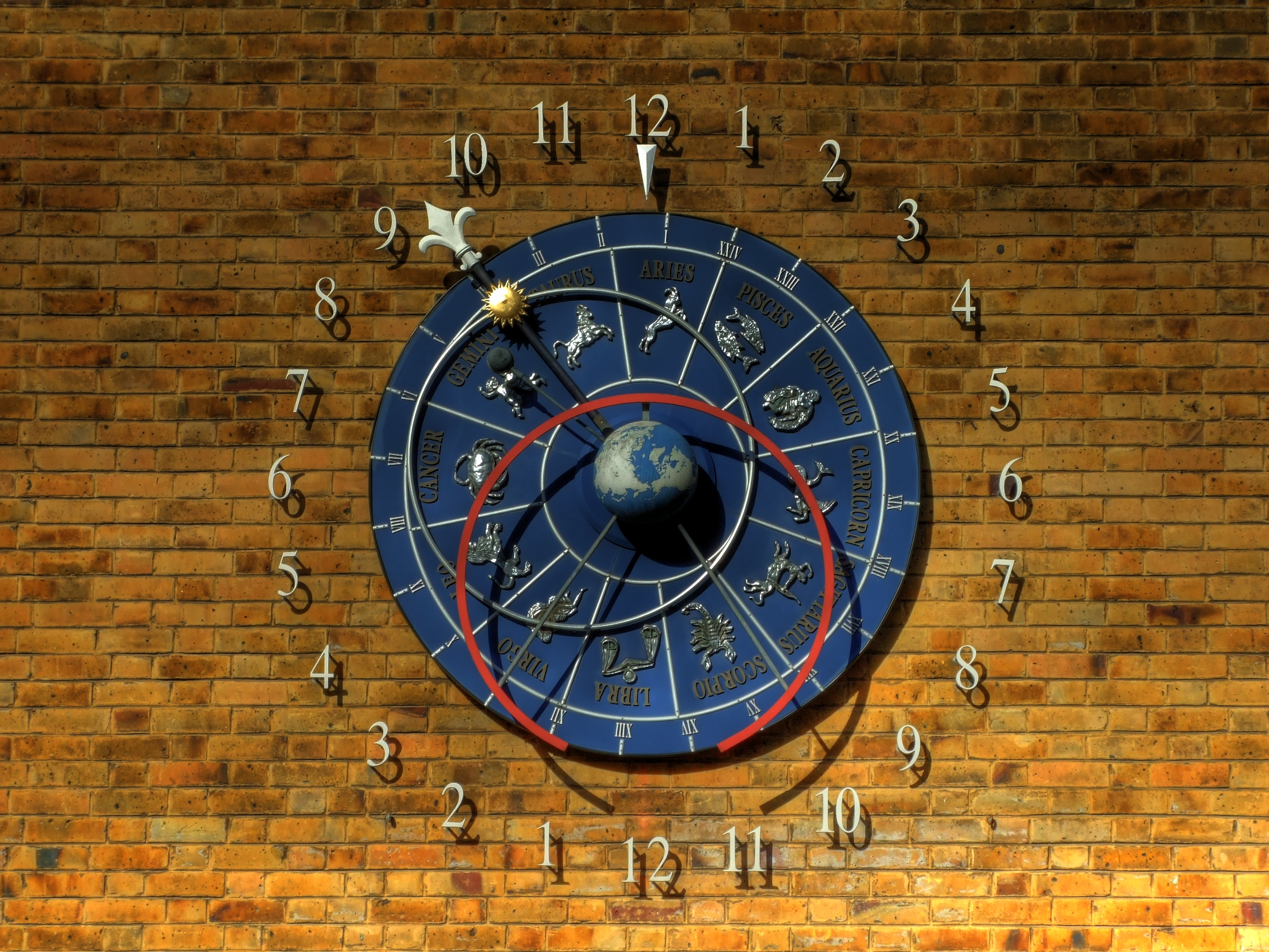
Uniwersytecki zegar astronomiczny